# Авария MD-10 в Форт-Лодердейле
Авария MD-10 в Форт-Лодердейле — авиационная авария, произошедшая 28 октября 2016 года. Грузовой самолёт McDonnell Douglas MD-10-10F авиакомпании FedEx выполнял плановый внутренний рейс FDX910 по маршруту Мемфис—Форт-Лодердейл, но после посадки в пункте назначения у него сломалась стойка шасси, из-за чего самолёт частично выкатился с ВПП. Оба пилота на его борту выжили.

## Сведения о рейсе 910

### Самолёт
McDonnell Douglas DC-10-10 (регистрационный номер N370FE, заводской 46608, серийный 026) был выпущен в 1972 году (первый полёт совершил 2 февраля). 29 февраля того же года был передан авиакомпании United Airlines (борт N1809U). 21 августа 1997 года был куплен авиакомпанией FedEx, в которой был переделан из пассажирского в грузовой и получил б/н N370FE и имя Jay; в 2003 году был модифицирован до модели MD-10-10F, получив «стеклянную кабину». Оснащён тремя турбовентиляторными двигателями General Electric CF6-6D. На день аварии совершил 35 606 циклов «взлёт-посадка» и налетал 84 589 часов.

### Экипаж
- Командир воздушного судна (КВС) — 55 лет, очень опытный пилот, проходил службу в ВВС США с 1982 по 2000 годы (ветеран войны в Персидском заливе, Боснийской войны и Косовской войны. В авиакомпании FedEx проработал 16 лет (с 2000 года). Управлял самолётами Boeing 727 (в должностях бортинженера, второго пилота и КВС) и McDonnell Douglas MD-11 (в должности КВС). Налетал свыше 10 000 часов, свыше 1500 из них на MD-10.
- Второй пилот — 47 лет, очень опытный пилот, также проходил службу в ВВС США в 1989 по 2004 годы (также ветеран войны в Персидском заливе и Боснийской и Косовской войн). В авиакомпании FedEx проработал 12 лет (с 2004 года). В 2007 году был квалифицирован на бортинженера Boeing 727, а в 2012 году на должность второго пилота McDonnell Douglas MD-11. Налетал от 6000 до 6300 часов, от 400 до 500 из них на MD-10.

## Хронология событий
В 17:50 EDT рейс FDX910 приземлился на ВПП № 10L аэропорта Форт-Лодердейла. После посадки авиадиспетчеры сообщили пилотам, что в двигателе № 1 (левом) начался пожар. Самолёт остановился примерно в 2010 метрах от торца ВПП, но из-за того, что у него сломалась левая стойка шасси и на левом крыле бушевал пожар, он частично выкатился за пределы взлётной полосы влево. Все взлётные полосы аэропорта Форт-Лодердейла были закрыты, пока аварийные бригады не потушили огонь.
Оба пилота выжили и успели эвакуироваться, не получив ранений. У самолёта было полностью разрушено левое крыло, впоследствии он был признан не подлежащим восстановлению и был списан. В данный момент борт N370FE находится на хранении в аэропорту Форт-Лодердейл/Холливуд.

## Расследование
Расследование причин аварии рейса FDX910 проводил Национальный совет по безопасности на транспорте (NTSB).
Окончательный отчёт расследования был опубликован 23 августа 2018 года.
Согласно отчёту, «левая стойка шасси сломалась из-за трещины, возникшей по причине усталости металла». NTSB также обвинил авиакомпанию FedEx в том, что она не провела капитальный ремонт сломавшейся стойки шасси, который, согласно рекомендации компании «McDonnell Douglas», требуется проводить раз в 8 лет.